# Open House London
The Open House London — ежегодное мероприятие в Лондоне, посвящённое архитектуре. Основной формат — осмотр (как самостоятельный, так и с гидом) зданий, мест и районов Лондона. Цель The Open House London — содействие пониманию архитектуры среди самой широкой аудитории.
Организатор The Open House London — фонд Open City. Мероприятие проходит ежегодно с 1992 года в один из уик-эндов сентября. Для посетителей все мероприятия бесплатны. Финансирование The Open House London ведётся из нескольких источников, бюджетов окружных советов Лондона (финансирование предоставляют 31 из 33 округов Лондона), частных пожертвований и фондов для образовательных проектов. Организационный вклад вносят владельцы зданий, которые тратят своё время и ресурсы. Значительную роль играют волонтеры — гиды и стюарды, среди которых есть как профессионалы, так и любители. В качестве поощрения волонтеры получают возможность посетить здания без очереди.

## Open House в мире
The Open House London является независимым вкладом Лондона в инициативу «Европейские Дни наследия», в которой принимают участие 48 стран. В свою очередь формат Open House набирает популярность во всем мире — с 2001 года проводится Open House New York (OHNY) в Нью-Йорке, США, с 2005 года — Open House Dublin в Дублине, Ирландия. В настоящее время сеть Open House Worldwide объединяет более 20 городов в Европе, США, Ближнем Востоке и Австралии.
|  |  |